# 筷子姊妹花
筷子姊妹花（The Chopsticks），香港女子音樂組合，活躍于1960年代末至1970年代初期，憑藉无綫电视翡翠台1970年4月起播映的懷舊綜藝節目《筷子之歌》而廣為人知，以響亮甜美的歌聲和活潑可愛的形象而紅極一時。然而該組合在1973年拆夥，但其合唱的经典英語歌曲傳頌至今仍然耳熟能詳、膾炙人口。

## 成員
- 仙杜拉（Sandra Lang）
- 阿美娜（Amina）